# Dayton Leroy Rogers
Dayton Leroy Rogers (Moscow, 30 de setembro de 1953) é um assassino em série.
Ele havia sido vinculado ao assassinato de sete mulheres. Ele preferia mulheres "de rua", geralmente viciadas, profissionais do sexo e fugitivas. Os corpos de seis das mulheres foram encontrados em um lixão localizado em terras florestais de propriedade privada nos arredores da cidade de Molalla, Oregon, Estados Unidos, e assim ele fora apelidado de "Assassino da Floresta de Molalla".

## Crimes
Rogers foi condenado em 1988 pelo assassinato de sua última vítima, Jennifer Lisa Smith, a quem ele matou em 7 de agosto de 1987, e em 1989 por mais seis assassinatos, pelos quais foi condenado à morte. 